# Małżeństwo niedoskonałe
Małżeństwo niedoskonałe – powieść satyryczno-obyczajowa Krystyny Nepomuckiej. 
Powieść ukazała się po raz pierwszy w 1960 roku, jednak jej fragmenty pod zamierzonym pierwotnie tytułem Precedensy były publikowane już wcześniej. Powieść cieszyła się dużym powodzeniem wśród czytelników i dała początek liczącej sześć tomów serii powieści Niedoskonała miłość.

## Treść
Akcja toczy się w dwudziestoleciu międzywojennym. Główna bohaterka, młoda, lekko naiwna dziewczyna wychowuje się w bardzo biednej, patologicznej rodzinie, z ojcem alkoholikiem i kobieciarzem. W bardzo młodym wieku wychodzi za Busia - syna rejenta. Jednak jej nowy mąż okazuje się głupi, leniwy i brutalny. Na dodatek jego rodzina traktuje ją z pogardą, mimo że ona stara się być dobrą żoną. Ostatecznie Busio ją porzuca, a ona wraca do rodziny.
Walorem powieści jest wszechobecny komizm sytuacyjny i satyra.